# Silas Wood

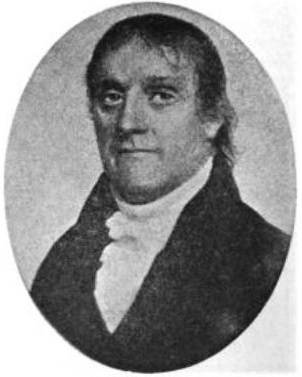
Silas Wood

Silas Wood (* 14. September 1769 in West Hills, Provinz New York; † 2. März 1847 in Huntington, New York) war ein US-amerikanischer Professor, Jurist, Politiker und Schriftsteller. Zwischen 1819 und 1829 vertrat er den Bundesstaat New York im US-Repräsentantenhaus.

## Werdegang
Silas Wood wurde ungefähr sechs Jahre vor dem Ausbruch des Unabhängigkeitskrieges in West Hills bei Huntington geboren und wuchs dort auf. Er genoss eine gute Schulausbildung. Seinen Abschluss am Princeton College machte er 1789 und arbeitete dort im Anschluss fünf Jahre lang als Professor. Er studierte Jura. Nach dem Erhalt seiner Zulassung als Anwalt begann er in Huntington zu praktizieren, wo er später auch eine Zeit lang als Staatsanwalt tätig war. Darüber hinaus saß er zwischen 1796 und 1798 sowie 1800 in der New York State Assembly. Dann zog er nach Johnstown, wo er Grundstücksgeschäften nachging. Später kehrte er nach Huntington zurück, wo er zwischen 1818 und 1821 als Bezirksstaatsanwalt (district attorney) von Suffolk County tätig war. Politisch gehörte er der von Thomas Jefferson gegründeten Demokratisch-Republikanischen Partei an.
Bei den Kongresswahlen des Jahres 1818 wurde Wood im ersten Wahlbezirk von New York in das US-Repräsentantenhaus in Washington, D.C. gewählt, wo er am 4. März 1819 die Nachfolge von Tredwell Scudder und George Townsend antrat, welche zuvor zusammen den ersten Distrikt im US-Repräsentantenhaus vertraten. Er wurde vier Mal in Folge wiedergewählt. Da er im Jahr 1828 bei seiner sechsten Kandidatur eine Niederlage erlitt, schied er nach dem 3. März 1829 aus dem Kongress aus. Als Folge einer Zersplitterung seiner Partei vor und während der Präsidentschaft von John Quincy Adams (1825–1829) wechselte seine politische Zugehörigkeit. Bei den Kongresswahlen des Jahres 1822 gehörte er den Adams-Clay Föderalisten an, bei den Kongresswahlen des Jahres 1824 der Anti-Jacksonian-Fraktion und bei den Kongresswahlen des Jahres 1826 der Adams-Fraktion. Während seiner Zeit im US-Repräsentantenhaus war er zwischen 1821 und 1825 Vorsitzender des Ausschusses für die Ausgaben des Außenministeriums (Committee on Expenditures in the Department of State). Nach dem Ende seiner letzten Amtszeit nahm er wieder seine Tätigkeit als Anwalt auf. Er verstarb am 2. März 1847 in Huntington und wurde dann auf dem Old Public Cemetery an der Main Street beigesetzt.

## Werke
- A Sketch of the First Settlement of the Several Towns of Long Island
- A Sketch of the Geography of the Town of Huntington

## Ehrungen
Die Silas Wood School in Huntington wurde nach ihm zu Ehren benannt.